# Reichard József
Reichard József (Ungvár, 1903. június 10. – Budapest, 1977. augusztus 27.) orvos, ortopédsebész szakorvos.

## Élete
Reichard Sándor és Neumann Anna fia. Tanulmányait a Budapesti Tudományegyetemen végezte, ahol 1928-ban szerezte meg oklevelét. Tagja volt a Galilei Körnek és 1929-től az Magyarországi Szociáldemokrata Pártnak. 1928 és 1931 között a Pesti Izraelita Hitközség Szabolcs utcai Kórházának belgyógyászati osztályán, majd sebészeti osztályán működött. 1931-től 1946-ig a Nyomorék Gyermekek Országos Otthonában dolgozott Zinner Nándor mellett mint segédorvos, alorvos, majd adjunktus. A második világháború alatt munkaszolgálatosként az intézmény munkatársa maradhatott. 1946-tól 1973-ig a Budapesti Orvostudományi Egyetem I. számú Gyermekklinikáján dolgozott, kezdetben mint tanársegéd, 1949-től mint klinikai főorvos, 1960-tól mint egyetemi docens. Emellett 1951-től 1971-ig igazgató főorvosa volt a Nyomorék Gyermekek Állami Kórházának, 1964-től osztályvezető főorvos az Apáthy Gyermekkórházban. 1956 után részt vett az osztály újjászervezésében és korszerűsítésében. A klasszikus gyermekortopédia terén (veleszületett csípőficam, dongaláb) új módszereket dolgozott ki korai kezelés és korai műtétek elvégzésére. Az Orvosszakszervezet Ortopéd Szakcsoportjának első főtitkára volt, majd 1956-tól elnöke. Utolsó éveit elvonultságban töltötte.
A Kozma utcai izraelita temetőben nyugszik.